# Transistor de aleación

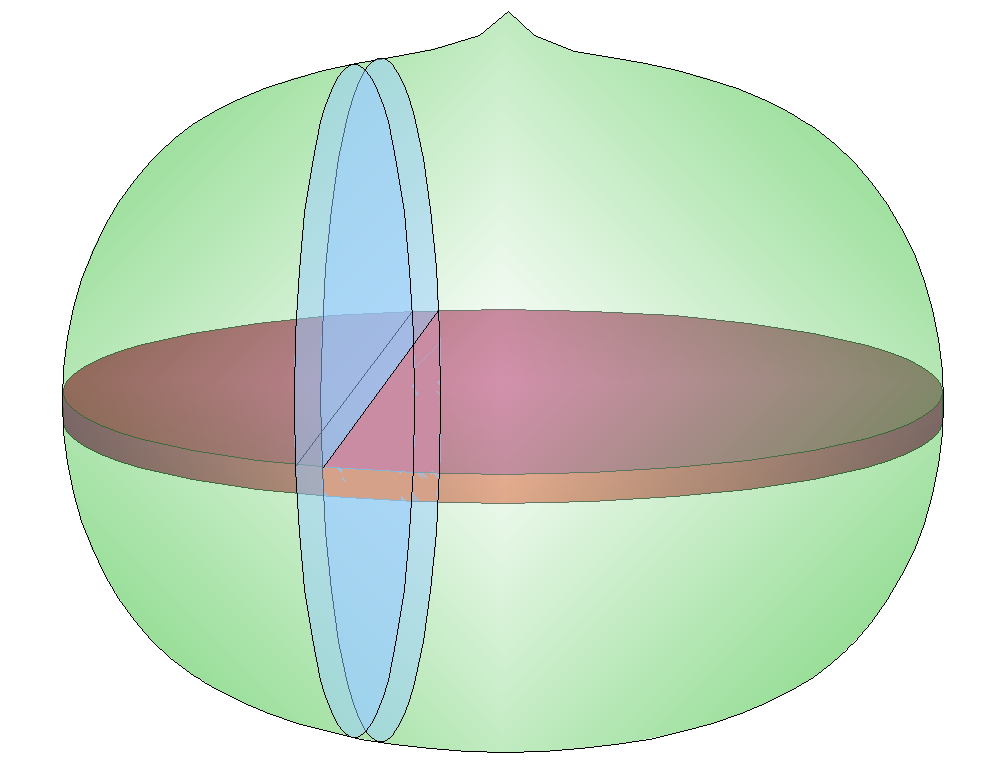
Monocristal a la salida del crisol. La zona rojiza es la región de base. Aparece marcada una de las rodajas en que se corta.

El transistor de aleación es uno de los primeros transistores de unión, fabricado a partir de germanio fundido. El CK722 de Raytheon es un transistor de aleación. Posteriormente, también se fabricaron transistores de aleación de silicio. El procedimiento de fabricación se deriva directamente del método de Czochralski para obtención de monocristales. Se diferencia en que, a medida que el monocristal va creciendo se introducen impurezas donantes en el crisol para convertir el germanio tipo p en tipo n para la base. Cuando se tiene el grosor de base necesario, se añaden más impurezas aceptoras para volver nuevamente a germanio tipo p.
El monocristal así obtenido se corta, primero en rodajas perpendiculares al plano de la base, y después cada una de estas rodajas para formar los transistores individuales.
La ventaja de este método es que permitía crear regiones de base muy delgadas. Como es la concentración de impurazas la que define le región de base, la elección del dopante es vital y no debe difundirse en el germanio, ya que este efecto cortocircuita la base inutilizando el transistor. Por ello los primeros modelos tenían una base gruesa.